# كونت أرتوا

شعار كونتية أرتوا

كونت/كونتيسة أرتوا (الفرنسية: Comtes d'Artois؛ الهولندية: Graven van Artesië)؛ هو حاكم كونتية أرتوا منذ القرن التاسع حتى إلغائها أثناء الثورة الفرنسية في 1790.

## أسرة أرتوا
- أودلريك (حوالي عقد 850).
- ألتمار (حوالي عقد 890).
- أديليلم (؟ - 932)
- غزاها أرنولف الأول كونت فلاندرز، وضمها مباشرة إلى فلاندرز منذ 932-1180.
- فيليب الأول، كونت فلاندرز (1168 - 1180)، قدم أرتوا كمهر لابنة شقيقته إيزابيلا من هينو بزواجها من فيليب الثاني ملك فرنسا.

## أسرة كابيه
- إيزابيلا (1190-1180).
- لويس الثامن ملك فرنسا (1223-1190) ابنها.

ضم إلى التاج.

## أسرة أرتوا-الكابيتيون
- روبرت الأول (1250-1237) هو ابنه الثاني.
- روبرت الثاني (1302-1250) هو ابنه.
- ماتيلدا (1329-1302) هي ابنته، وهي متزوجة من أوتو الرابع كونت بورغندي.
- روبرت الثالث كونت أرتوا (1329-1302) مدعي اللقب.

## أسرة بورغندي
- جوان الأولى (1330-1329) ابنة ماتيلدا، وهي زوجة فيليب الخامس ملك فرنسا.
- جوان الثانية (1347-1330) ابنة الكبرى لجوان الأولى، حكمت مع زوجها أودو الرابع، دوق بورغندي.
- فيليب الأول دوق بورغندي (1361-1347) حفيدها، كـ فيليب الثالث.

## أسرة كابيه
- مارغريت الأولى (1382-1361) هي ابنة الثانية لـ جوان الأولى.

## أسرة دامبير
- لويس الثالث (1384-1382) ابنها.
- مارغريت الثانية (1405-1384) ابنتها، حكمت مع زوجها فيليب الجريء، دوق بورغندي كـ فيليب الرابع.

## أسرة فالوا-بورغندي
- جان الجسور (1419-1404).
- فيليب الطيب (1419-1467)، كـ فيليب الخامس.
- شارل الجريء (1467-1477)، كـ شارل الأول.
- ماري الثرية (1477-1482)، حكمت مع زوجها ماكسيمليان الأول (1477-1482).

احتلتها فرنسا بين 1477 و1493 جزءاً من معاهدة سينليس.

## أسرة هابسبورغ
- فيليب الأول ملك قشتالة (1482-1506) ابنهما، كـ فيليب السادس.
- الإمبراطور كارل الخامس (1506-1556) كـ شارل الثاني.
- فيليب الثاني ملك إسبانيا (1556-1598) كـ فيليب السابع.
- إيزابيلا كلارا يوجينيا مع زوجها ألبرت (1598-1621)
- فيليب الرابع ملك إسبانيا (1621-1659) حفيد فيليب السابع، كـ فيليب الثامن.

تنازلت عنها إلى فرنسا من خلال معاهدة البرانس عام 1659.

## بيت كابيه،آل بوربون
- شارل العاشر ملك فرنسا (1757-1836).